# GOMS (人工衛星)
GOMS（Geostatinaly Operatinal Meteorological  Satellite）はロシアの静止気象衛星シリーズである。ロシア側の衛星名称はЭлектроであり、ラテン文字転写したElektro、あるいは英訳したElectroと表記される。

## 概要
GOMSはWMOの推進する気象衛星観測網に参加している衛星のひとつで、インド洋上空の東経76度に配置される。1号機が1994年に打ち上げられたが、運用を終了した後も後継機が打上げられず、長期間にわたって衛星の不在が続いてきた。2011年に後継機である2号機（Electro-L 1)が打ち上げられた。

## 1号機
1号機であるGOMS N1（Electro 1）は、1994年10月31日にバイコヌール宇宙基地からプロトンロケットにより打ち上げられ、東経76度の静止軌道に投入された。設計と製造は連邦国営単一企業「科学製造企業『A・G・イオシフィアナ記念全ロシア電気機械技術研究所』」(FSUE NPP VNIIEM)で、設計寿命は3年以上。元々は1979年に打ち上げられると公表されていたが、技術・予算の両面で問題があり、当初の予定より15年も遅れて打ち上げられることとなった。また、軌道には配備されたものの、機材の不調により結局利用可能にはならなかったとされている。
搭載機器の機能は以下の通り。
- 衛星直下点を中心に半径60度50分の範囲の可視(460-700nm)、赤外画像(1050-1250nm)をリアルタイムに取得
- 様々な大気プロセスの動きを連続的に観測
- 運用ベースでの危険の自然現象の検出
- 海面温度といくつかの高度での風向・風速の検出
- 太陽と宇宙の荷電粒子、電磁波、紫外線およびX線放射や磁場方向の変化の情報獲得

## 2号機
GOMS N2（Electro-L 1）は、2011年1月20日にバイコヌール基地からゼニットロケット（ゼニット3F）によって打ち上げられた。設計は「S・A・ラヴォーチキン記念科学製造合同」（NPOラヴォーチキン、旧ラヴォーチキン設計局）となり、重量は軌道上で1,740kg、衛星寿命は10年以上となる見込み。可視光、赤外線あわせて10種類のスペクトルで地表を観察し、解像度は可視光で1km、赤外線で4kmであり、通常は30分おきに観察されるが必要に応じ10～15分おきの観測も可能となる。また、太陽・地球物理的観測を行い、COSPAS-SARSAT（捜索救助衛星システム）の信号を受信するトランスポンダも搭載している。

## 参考資料・外部リンク
1. ↑  Encyclopedia Astronautica "Elektro"

FUSE NPP VNIIEM（GOMS N1設計･製造者）

NPOラボーチキンのGOMS N2（Electro-L 1）のページ

ロシア連邦宇宙局のGOMS N2に関するプレスリリース

WMO気象衛星観測網に参加している衛星の現況

Scientific Research Center "Planeta"（GOMSの運用機関）

Russia's GeoSat Programm v1(PPTファイル)（第3回GOSE-Rユーザカンファレンス）